# Ricard Gomà i Carmona
Ricard Gomà i Carmona (Barcelona, 1964) és professor de Ciència Política a la Universitat Autònoma de Barcelona. Investigador a l'Institut de Govern i Polítiques Públiques (IGOP-UAB) i a l'Institut d'Estudis Regionals i Metropolitans de Barcelona (IERMB) (director des del 2015). Va ser tinent d'alcalde d'Acció Social i Ciutadania (ICV-EUiA) a l'Ajuntament de Barcelona. Membre de Barcelona en Comú.

## Trajectòria acadèmica
Professor de Ciència Política a la Universitat Autònoma de Barcelona (UAB). Director de l'Institut d'Estudis Regionals i Metropolitans de Barcelona (IERMB). Investigador de l'Institut de Govern i Polítiques Públiques (IGOP-UAB). Doctor en Ciència Política i de l'Administració (Universitat Autònoma de Barcelona 1992). Màster en Polítiques Públiques (University of Strathclyde, Escocia 1989). Màster en Estudis Urbans, Regionals i Metropolitans (Universitat Autònoma de Barcelona, 1990). Llicenciat en Dret (Universitat de Barcelona, 1987). Professor Titular de Ciència Política i de l'Administració (UAB), des de 1993. Professor visitant a les universitats de Warwick, UK (1995) i Bath, UK (1998 i 2002). Ha impartit docència a les llicenciatures i graus de Ciència Política, Sociologia, Geografia, Ciències Ambientals i Dret (UAB). Ha impartit docència en diversos programes de postgrau, entre els quals destaquen: doctorats i màsters de ciència política i de polítiques públiques a la Universitat Autònoma de Barcelona, Universitat Pompeu Fabra, Universitat de Barcelona i Universitats del País Basc, Sevilla, Salamanca i Complutense de Madrid. Ha impartit docència en programes de doctorat i postgrau a diverses universitats europees (Regne Unit i Itàlia) i llatinoamericanes (Argentina, Brasil i Mèxic). Ha desenvolupat projectes de recerca bàsica i aplicada en el marc dels següents camps: Polítiques públiques (estats del benestar i polítiques urbanes); govern local i municipalisme; innovació democràtica, participació ciutadana i moviments socials. Llibres més recents: GOMÀ, R. (2011), Utopies quotidianes. Lluites i somnis per Barcelona. Icària, Barcelona. BLANCO, I. GOMÀ, R. (2016), El Municipalisme del bé comú. Icària, Barcelona. GOMÀ, R. et.al (coord) (2018) Movimientos sociales y derecho a la ciudad. Icària, Barcelona. GOMÀ, R. SUBIRATS, J (coord) (2019) Canvi d'època i de polítiques públiques a Catalunya.

## Trajectòria institucional
Regidor de Benestar Social a l'Ajuntament de Barcelona (2003-2007). Tinent d'alcalde d'Acció Social i Ciutadania.a l'Ajuntament de Barcelona (2007-2011). Cap de llista d'ICV-EUiA a l'Ajuntament de Barcelona (2011). Regidor (2011-2015). Va promoure la signatura de l'Acord Ciutadà per una Barcelona Inclusiva Arxivat 2012-02-17 a Wayback Machine., un instrument de col·laboració entre l'Ajuntament i el teixit associatiu de la ciutat en matèria d'inclusió social. Això va ser possible en el marc del Pla Municipal d'Inclusió Social, que articula el conjunt de polítiques municipals orientades a prevenir les dinàmiques d'exclusió, atendre les persones i col·lectius vulnerables i promoure la inclusió social. Va presidir l'Institut Municipal de Serveis Socials, l'Institut Municipal de Persones amb Discapacitat (IMD), el Consorci Institut d'Infància i Món Urbà (CIMU), i va ser vicepresident del Consorci de Serveis Socials de Barcelona. Des del 2007 fins al 2011 va ser president de la Comissió d'Inclusió Social i Democràcia Participativa de l'associació internacional Ciutats i Governs Locals Units (CGLU). Ha estat president de la FundacióNous Horitzons des del 2002 fins a finals de 2008.

## Obres
- Mapa dels serveis personals locals. Cap a un model integral, estratègic, comunitari i participatiu (1997), en col·laboració amb Q. Brugué, R. Plana i J. Roig
- Políticas Públicas en España. Contenidos, redes de actores y niveles de gobierno (1998), en col·laboració amb J. Subirats
- Gobiernos Locales y Políticas Públicas. Promoción económica, bienestar social y territorio (1998), en col·laboració amb Q.Brugué
- Govern i Polítiques Públiques a Catalunya. Autonomia i Benestar (2001), en col·laboració amb J. Subirats
- Govern i Polítiques Públiques a Catalunya. Coneixement, sostenibilitat i territori (2001), en col·laboració amb J. Subirats
- Experiències de participació ciutadana en els municipis catalans (2001), en col·laboració amb J. Subirats
- Joventut, territori i ciutadania (direcció, 2002)
- Gobiernos locales y redes participativas (2002), en col·laboració amb I. Blanco
- Creadores de democracia radical. Movimientos sociales y redes de políticas públicas (2002), en col·laboració amb P. Ibarra i S. Martí
- Els Règims Autonòmics de Benestar. Anàlisi comparada de polítiques socials a les CCAA (2002), en col·laboració amb R. Gallego i J. Subirats
- Joventut, okupació i polítiques públiques a Catalunya (coordinador, 2003)
- Un paso más hacia la inclusión social (2003), en col·laboració amb J. Subirats.
- Estado de Bienestar y Comunidades Autónomas (2003), en col·laboració amb R. Gallego i J. Subirats.
- L'Habitatge: un dret vulnerat. Habitatge i discriminació (coordinador, 2003)
- Descentralización y políticas sociales en América Latina (2004), en col·laboració amb J. Jordana
- Análisis de los factores de exclusión social (2005), en col·laboració amb Q. Brugué i J. Subirats.
- Riesgos de exclusión social en las Comunidades Autónomas (2005), en col·laboració amb Q. Brugué i J. Subirats.
- Utopies quotidianes. Lluites i somnis per Barcelona (2011).
- El Municipalisme del bé comú (2016), en col·laboració amb I. Blanco
- Movimientos sociales y derecho a la ciudad (2018), en col·laboració amb S.Martí, R.González, P. Ibarra
- Canvi d'època i de polítiques públiques a Catalunya (2019), en col·laboració amb J.Subirats